# 張翼鍬形海螄螺
張翼鍬形海螄螺（学名：Epitonium parspeciosum）为海螄螺科海螄螺屬下的一个种。